# Stadion Carla Castellanija
Stadion Carla Castellanija (italijansko Stadio Carlo Castellani) je nogometni stadion v italijanskem mestu Empoli. Stadion trenutno gosti domače tekme nogometnega kluba Empoli F.C. Zgrajen je bil leta 1965, sprejme pa 19.847 gledalcev. 